# 心智年龄
心智年龄是智力测验的评分，表示为实际年龄为某一特定的性能水平是平均或者典型。
这是一个有争议的概念，即心理测量学。